# Giudici (racconti)
Giudici è un'opera pubblicata nel settembre del 2011 che contiene tre racconti: Il giudice Surra di Andrea Camilleri, La bambina di Carlo Lucarelli e Il triplo sogno del procuratore di Giancarlo De Cataldo.

## Trama
(Michele Smargiassi, la Repubblica, 7 settembre 2011)
I giudici dei tre racconti, che si svolgono in tre diversi periodi della storia italiana, non sono propriamente giudici di tribunale ma magistrati inquirenti che indagano per cercare e scoprire chi danneggia quella comunità che vorrebbero proteggere ma che invece non li accetta, anzi li isola come un corpo estraneo e dannoso al loro quieto vivere.
Sono giudici quindi destinati a fallire e a perdere, ad eccezione del magistrato descritto da Camilleri che agisce nella Sicilia dopo l'unità d'Italia e che, ingenuamente, in un primo tempo non si accorge che la "Fratellanza", che poi sarà la mafia, lo sta manovrando secondo i suoi fini. Quando si renderà conto della trappola riuscirà a vincere la sua battaglia.
Un altro giudice è la giovanissima magistrato di Lucarelli, ancora inesperta, che si trova a lottare in complesse trame criminali degli anni '70 delle quali non riesce a trovare il filo da sbrogliare.
Infine il Pubblico ministero dei nostri giorni, raccontato da De Cataldo, sconfitto dalla potenza del denaro.

## Edizioni
- Andrea Camilleri, Giancarlo De Cataldo e Carlo Lucarelli, Giudici, Einaudi, 2011,  p. 147, ISBN 88-06-20597-8.